# 29 nivôse
29 frimaire 29 pluviôse
Le nonidi 29 nivôse, officiellement dénommé jour du mercure, est le 119e jour de l'année du calendrier républicain.
C'était généralement le 18e jour du mois de janvier dans le calendrier grégorien.